# Duncansville
Duncansville es un borough ubicado en el condado de Blair en el estado estadounidense de Pensilvania. En el año 2000 tenía una población de 1,238 habitantes y una densidad poblacional de 893 personas por km².

## Geografía
Duncansville se encuentra ubicado en las coordenadas 40°25′30″N 78°25′57″O / 40.42500, -78.43250.

## Demografía
Según la Oficina del Censo en 2007 los ingresos medios por hogar en la localidad eran de $31,532 y los ingresos medios por familia eran $40,655. Los hombres tenían unos ingresos medios de $27,298 frente a los $22,356 para las mujeres. La renta per cápita para la localidad era de $16,344. Alrededor del 10.9% de la población estaba por debajo del umbral de pobreza.